# Zwarte aalscholver
De zwarte aalscholver (Phalacrocorax sulcirostris) is een zeevogel uit de familie Phalacrocoracidae (aalscholvers).

## Verspreiding en leefgebied
Deze soort komt voor van het australaziatisch gebied tot Malakka.